# NGC 6035
NGC 6035 је спирална галаксија у сазвежђу Херкул која се налази на NGC листи објеката дубоког неба.
Деклинација објекта је + 20° 53' 27" а ректасцензија 16h 3m 24,1s. Привидна величина (магнитуда) објекта NGC 6035 износи 13,6 а фотографска магнитуда 14,3. Налази се на удаљености од 35,1000 милиона парсека од Сунца. NGC 6035 је још познат и под ознакама UGC 10154, MCG 4-38-18, CGCG 137-24, PGC 56864.